# Guvernementet Penza
Guvernementet Penza var ett guvernement i östra Ryssland 1796–1928.
Det var omgivet i norr av Nizjnij Novgorod, i öster av Simbirsk
samt i söder och väster av Saratov och Tambov. Det hade en yta på 38 840
km2 och 1 829 700 invånare (1910), till större delen ryssar jämte mordviner och tatarer, av vilka många var muslimer.
Landet var kuperat, med djupa dalar och raviner, och höjde översteg ingenstans 270 m. Jorden bestod av svart mylla
och var i allmänhet ytterst bördig. Huvudfloder var Moksja och Sura, som tillhör Okas flodområde, samt Choper, biflod till Don. Stora lövskogar ligger i norra delen, däremot har den södra delen nästan stäppkaraktär.
Omkring 62,5 procent av arealen var åker, 11,6 procent äng, 22 procent skog. Huvudsakliga sädesslaget var råg, varav en stor del exporterades. Kreatursstocken var stor, men industrin obetydlig.

## Källa
Den här artikeln är helt eller delvis baserad på material från Nordisk familjebok, Penza, 1904–1926.